# Gaston de Wolff
Gaston A. de Wolff, vollständig Gaston Arnold de Wolff, (* 13. November 1903 in Frankfurt am Main; † 5. November 2003 in Königstein im Taunus) war ein niederländischer Automobilmanager.

## Leben
Gaston de Wolff war der Sohn aus der Ehe des Niederländers Israel Isidore "Fritz" de Wolff (1866–1944) und der Deutschen Mina (Wilhelmina) Maria de Wolff, geb. Fränkel (1875–1945). Seine beiden Brüder waren Artur de Wolff und Otto de Wolff. Er war verheiratet mit Nellie de Wolff, geb. Schwarz (1903–1998); aus der Ehe stammte die Tochter Ellen de Wolff und der Sohn Harold de Wolff (* 1934).
Gaston de Wolff startete seine Karriere nach Schulbesuchen in Deutschland und der Schweiz bei der Frankfurter Metallgesellschaft in Frankfurt am Main. Ab 1930 war er für General Motors Overseas Operations in New York City tätig und hatte verschiedene Aufgaben in Europa, Naher Osten, Indien und China sowie Brasilien.
In den 1950er Jahren war er in Deutschland stellvertretender Vorstand des Vorstandes der Adam Opel AG und leitete damals das umfangreichste Erweiterungsprogramm in der Opel-Werksgeschichte. Er ließ das Werk in Rüsselsheim ausbauen und initiierte die Gründung des Adam Opel AG Werk Bochum I in Bochum, das im Oktober 1962 eingeweiht wurde. Am 1. Februar 1962 ging er in den Ruhestand.
1964 wurde Gaston de Wolff von Kardinal-Großmeister Eugène Kardinal Tisserant zum Ritter des Ritterordens vom Heiligen Grab zu Jerusalem ernannt und am 5. Dezember 1964 im Kölner Dom durch Lorenz Jaeger, Großprior der deutschen Statthalterei, investiert. Er war zuletzt Offizier des Ordens.